# 圣克莱尔达尔塞
圣克莱尔达尔塞（法語：Saint-Clair-d'Arcey，法語發音：[sɛ̃ klɛʁ daʁsɛ]）是法国厄尔省的一个旧市镇，属于贝尔奈区。2019年，圣克莱尔达尔塞与临近的2个市镇合并为新市镇乌什地区特雷桑。

## 地理
圣克莱尔达尔塞（49°3'52"N, 0°39'47"E）面积11.61 平方千米，位于法国诺曼底大区厄尔省，该省份为法国北部内陆省份，北起滨海塞纳省，西接奧恩省和卡爾瓦多斯省，南至厄尔-卢瓦省，东临瓦兹省、瓦兹河谷省和伊夫林省。
与圣克莱尔达尔塞接壤的市镇（或旧市镇、城区）包括：貝爾奈、方丹拉贝、科讷维尔-拉富克蒂耶尔、乌什地区梅尼勒、圣欧班勒韦尔蒂厄。

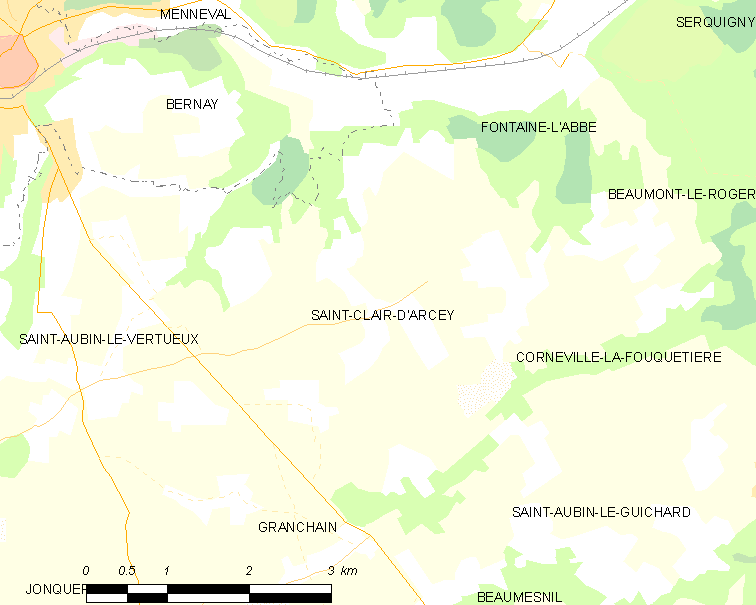
圣克莱尔达尔塞的OSM定位图

圣克莱尔达尔塞的时区为UTC+01:00、UTC+02:00（夏令时）。

## 行政
圣克莱尔达尔塞的邮政编码为27300，INSEE市镇编码为27523。

## 政治
圣克莱尔达尔塞所属的省级选区为贝尔奈县。

## 人口

1962-2008年间圣克莱尔达尔塞人口变化图示

圣克莱尔达尔塞于2018年1月1日时的人口数量为338人。